# Al-Ahli (Taizz)
Der al-Ahli Taizz Club (arabisch نادي أهلي تعز, DMG Nādī Ahlī Taʿizz) ist ein jemenitischer Fußballklub aus der Stadt Ta'izz.

## Geschichte
Der Klub wurde im Jahr 1950 gegründet. In der Zeit des Nordjemen spielte der Klub zumindest in der Spielzeit 1983/84 in der dortigen ersten Liga. Nach der Wiedervereinigung des Landes, spielte man in der Saison 1990/91 in der Gruppe A und belegte hier mit 16 Punkten den fünften Platz. Somit musste man in der Folgesaison eine Liga tiefer antreten. Aus dieser stieg man jedoch sofort wieder auf. Mit 10 Punkten gelang hier aber nicht der Klassenerhalt und man musste als Tabellenschlusslicht direkt wieder runter.
Nach vielen Jahren gelang schließlich am Ende der Spielzeit 2006/07 wieder die Rückkehr ins Oberhaus. Die Freude hielt jedoch nicht lange, da das Team ein weiteres Mal direkt wieder abstieg. Bis zur nächsten Rückkehr dauerte es aber diesmal nicht ewig und direkt am Ende der Saison 2008/09 stieg man mit 35 Punkten als Gruppenerster wieder auf. Diesmal konnte man auch die Liga halten und platzierte sich mit 41 Punkten sogar auf dem fünften Platz. Dieser Erfolge konnte jedoch nicht gehalten werden und nach einer weiteren Saison mit einer unteren Platzierung endete die Spielzeit 2011/12 mit 23 Punkten auf einem Abstiegsplatz. In der gleichen Zeit gelang es aber den President Cup 2012 zu gewinnen. So qualifizierte man sich als späterer Zweitligist für die Qualifikationsrunde des AFC Cup 2013. Hier gewann man mit 5:3 gegen den syrischen Klub al-Wahda und zog so in die Gruppenphase ein. Dort gelang dann aber kein einziger Punkt mehr und nur zwei eigene Tore denen 20 Gegentore gegenüberstanden.
Am Ende der Runde 2012/13 gelang ein weiteres Mal die direkte Rückkehr aus der zweiten Liga. Der am Ende der Folgesaison auch wieder der direkte Abstieg folgte. Aufgrund der Militärintervention wurde die Saison 2014/15 später abgebrochen.
Danach existierte erst einmal kein Spielbetrieb in den nächsten Jahren mehr und es wurden nur noch vereinzelt Turniere ausgetragen, an denen der Klub an keinem bekannten nachweislich teilgenommen hat. Erst mit dem YFA Tournament 2019/20 gab es zumindest einen landesweiten Wettbewerb an welchem auch al-Ahli in seiner lokalen Gruppe teilnahm und sich sogar für die finale Gruppenphase qualifizierte. Am Ende erreichte man sogar das Halbfinale, wo man dann allerdings ausschied. Anschließend wurde von November 2019 bis Februar 2020 noch die regionale Queen Belquis League ausgetragen, in der die Mannschaft erster wurde. Wo der Klub seitdem spielt ist aber derzeit unbekannt.

## Erfolge
- President Cup: 2012